# Lo smemorato di Collegno (film)
Lo smemorato di Collegno è un film del 1962 diretto da Sergio Corbucci. 
Il film, con protagonista Totò, sul registro della commedia, è ispirato al caso Bruneri-Canella, realmente avvenuto nel 1926 in Italia.

## Trama
Un uomo in tenuta da soldato vaga per il Lungotevere, finché in piazza di Spagna si barrica in un bagno pubblico e accetta di uscirne soltanto quando si presentano il commissario di polizia e la stampa; l'uomo dichiara di non sapere chi sia e di aver compiuto il gesto perché qualcuno si occupi del suo caso. Lo smemorato viene immediatamente ricoverato in una clinica neurologica. Qualche tempo dopo, l'uomo è imputato in un processo: il pubblico ministero lo accusa di essere Giuseppe Lobianco, ricercato per furti, truffe e altri crimini, incastrato da un suo ex-complice; la difesa dell'uomo, invece, sostiene che egli sia l'ingegnere Alberto Ballarini, ufficialmente disperso dopo la Campagna di Russia.
Il primo testimone è il professor Ademaro Gioberti, primario della clinica in cui è stato ricoverato lo smemorato, che racconta le sue vicissitudini nel tentare di far recuperare la memoria all'uomo. Questi, dopo una seduta, fugge dall'istituto travestito da suora per andare a chiedere l'aiuto di un sottosegretario. La fuga ha avuto l'effetto di far arrivare sui giornali la foto dello smemorato, ottenendo però soltanto un notevole afflusso in clinica di donne che affermavano (senza prove) di riconoscere nell'uomo il proprio marito scomparso.
Viene dunque chiamato a testimoniare il dottor Alessandro Zannini, curatore degli interessi della signora Linda Ballarini: Zannini racconta di essere stato incaricato di istruire un confronto fra lo smemorato e lei, convinta di aver riconosciuto in lui suo marito Alberto. L'incontro sembra finalmente porre fine alla ricerca, dal momento che l'uomo riconosce immediatamente la donna come sua moglie durante l'incontro. A questo punto, l'accusa chiama a testimoniare l'ex-compagno di stanza dello smemorato, Nicola Politi: questi racconta alla corte che lo smemorato gli avrebbe confessato di aver finto di essere il marito della Ballarini; tuttavia, lo smemorato dimostra alla corte come il Politi non sia affatto guarito dalla sua pazzia, smontando di fatto la sua testimonianza.
Il processo riprende il giorno dopo con la testimonianza della signora Ballarini e il tentativo dei fratelli Ballarini di dimostrare come lo smemorato non sia affatto l'ingegnere scomparso. La rivendicazione di questi ultimi sembra essere riconosciuta anche dalla testimonianza del maggiordomo, nella quale si viene a sapere che l'incontro fra i tre fratelli venne interrotto dall'arrivo della signora Polacich, una profuga istriana, e di suo figlio. La donna afferma che lo smemorato sarebbe suo marito, Antonio Polacich, che l'abbandonò per fuggire con una donna jugoslava; pur nutrendo ancora dell'astio verso l'uomo per averla abbandonata, la donna si sarebbe comunque palesata per impedire che finisca in galera da innocente. L'uomo, pur dimostrando un certo affetto verso la donna e suo figlio, nega però di essere Polacich.
È dunque il momento della testimonianza di Fernando Meniconi, il ladro che dichiara di aver riconosciuto nell'imputato senza nome il suo complice Giuseppe Lobianco. Meniconi conferma inizialmente alla corte la sua versione, ma lo smemorato con un trucco costringe il ladro a confessare di essersi inventato tutto. L'uomo senza nome chiarisce poi alla corte che, qualche tempo prima, il Meniconi tentò di estorcergli dei soldi e che, di fronte al rifiuto oppostogli, lo denunciò per vendetta.
Di fronte all'insinuazione del pubblico ministero che l'imputato stia dicendo il falso, lo smemorato annuncia di non essere nemmeno l'ingegnere scomparso in Russia: egli infatti dichiara di aver scoperto che la signora Ballarini e il dottor Zannini, oltre a essere amanti, avevano architettato tutto per impedire agli altri due fratelli dell'ingegnere di entrare in possesso della legittima eredità. Di fronte alla richiesta dei due di stare al loro gioco, l'uomo dichiara che non ha alcuna intenzione di sottostarvi.
Il processo si chiude con la notizia dell'arresto del vero Giuseppe Lobianco, ma senza aver determinato quale sia la vera identità dell'uomo senza nome. L'unico che sembra averlo riconosciuto è un vecchio cane randagio, che lo ha atteso fuori dall'aula per tutta la durata del processo. Il giorno successivo, l'uomo esce dal carcere di Regina Coeli: ad accoglierlo ci sono il cane e la signora Polacich, che gli confessa di essere stata pagata dai fratelli Ballarini perché testimoniasse falsamente la storia del marito Antonio. Lo smemorato raggiunge quindi il famigerato balcone di Palazzo Venezia, tenendo un "comizio" al popolo romano.

## Accoglienza

### Critica
Vittorio Ricciuti scrisse del film su Il Mattino: «[...] nato come film di intrattenimento puro e semplice, finì quindi per essere una pellicola impegnata nel sociale e nella politica. Sergio Corbucci, che è un regista attento e di gusto è riuscito ad evitare che il film degenerasse, anche nei momenti in cui Totò è, come sempre, un comico lepidissimo, che ha trovato una spalla piena d'umore in Nino Taranto».